# Roda JC Kerkrade
Roda JC Kerkrade, plným názvem Sport Vereniging Roda Juliana Combinatie Kerkrade, je nizozemský fotbalový klub z města Kerkrade. Vznikl roku 1962 sloučením klubů Rapid JC (mistr země 1956) a Roda Sport. Dlouho užívala zkrácený název Roda JC, ale roku 2009 přidala do názvu oficiálně jméno města Kerkrade, a to kvůli finanční podpoře města. Roda dvakrát vyhrála nizozemský fotbalový pohár (1996/97, 1999/00) a dvakrát se probojovala do čtvrtfinále evropského poháru - Poháru vítězů pohárů 1988/89 a 1997/98.
V sezóně 2012/13 se umístil na 16. příčce první ligy a musel uhájit prvoligovou příslušnost v baráži. O ročník později (2013/14) však skončil na 18. příčce a sestoupil z Eredivisie do druhé ligy. V sezóně 2014/15 si jeho hráči vybojovali návrat do nejvyšší soutěže.

## Úspěchy
- 1. nizozemská fotbalová liga: 1× vítěz (1955/56 - jako Rapid JC)[3]
- Eerste Divisie: 1× vítěz (1972/73)[4]
- Nizozemský fotbalový pohár: 2× vítěz (1996/97, 1999/00)[5]

## Známí hráči
- Dick Advocaat
- Kevin Begois
- Guus Hupperts
- Željko Kalac
- Arnold Kruiswijk
- André Ooijer
- Bas Roorda
- Abel Tamata
- Przemysław Tytoń
- Ivan Vicelich
- Ruud Vormer
- Václav Sejk